# 音孔

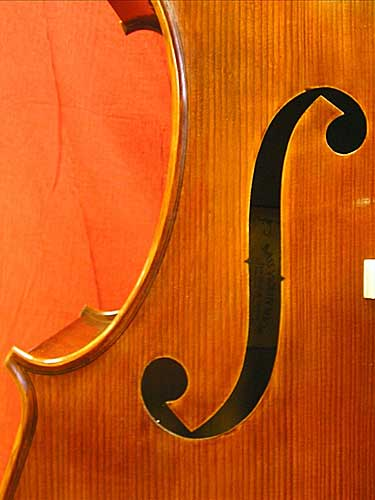
低音提琴上的F孔

音孔（英語：sound hole）又称声孔，是指弦乐器共鳴箱上的开口，而笛、巴乌等吹管樂器的吹孔和按孔也称为音孔。
弦乐器的音孔，主要是为了共鸣板可以更自由的振動，以加強音色，也使得乐器内部的振動能够传出乐器外。其形状及大小影响音箱的空气容量，從而影响音色与音高。一般而言，音孔孔越大，音色越低沉；音孔越小，音色越明亮。

## 形状
音孔有各种形状，同一种类的乐器会有不同形状的开口。
- 圆形、圆花饰（Rosette）
  - 鲁特琴
  - flat top guitar
  - 曼陀林
  - 中阮
- f孔（f-hole）
  - 小提琴
  - 中提琴
  - 大提琴
  - 低音提琴
  - 维奥尔琴
  - semi-acoustic guitar
  - 马头琴
- 椭圆
  - 曼陀林
- 新月形
  - 大阮

## 提琴孔
提琴通常有二个F孔，與數學的積分符號和長s（小寫字母s的變體）相似。
義大利製琴暨修琴師菲南朵·萨空尼（Simone Fernando Sacconi）认为：提琴声孔的位置与提琴板的弧度一样重要，此二者决定了音色与音高。若二孔距离过于靠近琴面板的敲击音会较高，但粗糙及模糊；距离过远，面板敲击音会偏低沉及模糊。
由于切割音孔的工艺可反映制琴师个人风格，所以音孔也被认为是制作者的一种“签名”，是辨别各个制琴师作品的重要依据。

## 其他设计
Ovation結他公司设计的吉他以多个小孔来取代单个音孔。